# Serbien-Rundfahrt
Die Serbien-Rundfahrt (serbisch Trka kroz Srbiju, serbisch-kyrillisch Трка кроз Србију) ist ein serbisches Straßenradrennen.
Das Etappenrennen, welches seinen Termin für gewöhnlich Mitte Juni hat und meistens sechs Etappen umfasst, wurde bereits im Jahre 1939 zum ersten Mal ausgetragen, allerdings nicht in den Jahren von 1941 bis 1962. Seit Einführung der UCI Europe Tour in der Saison 2005 ist das Rennen Teil dieser Rennserie und in die Kategorie 2.2 eingestuft. Rekordsieger ist Mikoš Rnjaković, der das Rennen viermal für sich entscheiden konnte.

## Sieger
| - 2022 Dawit Yemane - 2021 Jean Goubert - 2020 Martin Haring - 2019 Enrico Salvador - 2018 Nicolás Tivani - 2017 Charalampos Kastrantas - 2016 Matej Mugerli - 2015 Iwan Sawizki - 2014 Jarosław Kowalczyk - 2013 Ivan Stević - 2012 Stefan Schumacher - 2011 Ivan Stević - 2010 Luca Ascani - 2009 Davide Torosantucci - 2008 Matija Kvasina - 2007 Matej Stare - 2006 Iwajlo Gabrowski - 2005 Matija Kvasina - 2004 Kōji Fukushima - 2003 Jacek Walczak - 2002 Aleksandar Nikačević - 2001 Saša Gajičić - 2000 Aleksandar Nikačević - 1999 Kjell Carlström - 1998 Robert Pintarič | - 1997 Saša Gajičić - 1996 Mikoš Rnjaković - 1995 Oleksandr Fedenko - 1994 Alexei Siwakow - 1993 Andrei Kokorin - 1992 Zoran Ilić - 1991 Mikoš Rnjaković - 1990 Mikoš Rnjaković - 1989 Robert Šebenik - 1988 Rajko Čubrić - 1987 Rajko Čubrić - 1986 Janez Lampič - 1985 Mikoš Rnjaković - 1984 Gorazd Penko - 1983 Mladen Lojen - 1982 Dragić Borovićanin - 1981 Bojan Ropret - 1980 Drago Frelih - 1979 František Kundert | - 1978 Drago Frelih - 1977 Drago Frelih - 1976 Jože Valenčič - 1975 Jiří Bartolsic - 1974 Jože Valenčič - 1973 Cvitko Bilić - 1972 Petr Hladík - 1971 Cvitko Bilić - 1970 Radoš Čubrić - 1969 Břetislav Souček - 1968 Karel Vávra - 1967 Ryszard Zapała - 1966 Andrej Boltežar - 1965 Radoš Čubrić - 1964 Rudi Valenčič - 1963 Jozef Vávra - 1941–1962 nicht ausgetragen - 1940 Janez Peternel - 1939 August Prosenik |